# Vyborg Airlines
Vyborg Airlines (Russisch: Северо-Западная Авиационная Транспортная Компания «Выборг») was een Russische luchtvaartmaatschappij met haar thuisbasis in Sint-Petersburg.

## Geschiedenis
Vyborg Airlines of North-West Air Transport Company is opgericht in 2002, de maatschappij was de launch customer van de Iljoesjin Il-114. In oktober 2008 werd de maatschappij failliet verklaard, dit werd mede veroorzaakt door de sterk gestegen brandstofprijzen in 2008.

## Vloot
De vloot van Vyborg Airlines bestond in oktober 2008 uit de volgende toestellen:
- 2 Ilyushin IL-114